# Mao-phlang
Mao-phlang o Maophlang o Maoflang és un estat del grup dels estats Khasis a Meghalaya a les muntanyes Khasi. No consta la seva població el 1881 però el 1901 era de 947 habitants. Els ingressos eren de 145 rúpies el 1902. Produïa mill, arròs, carbó i patates. El seu cap portava el títol de langdoh. La capital era Mao-phlang que era també el nom d'un altiplà en el que estava situada, a uns 25 km a l'oest de Shillong, amb una altura de 1.839 metres sobre el nivell de la mar. A la població hi havia una missió gal·lesa calvinista. El prefix "mao" vol dir "pedra" i està en molts noms geogràfics khasis.